# My Special Thanks
『My Special Thanks』（マイ・スペシャル・サンクス）は、Le Couple初のベストアルバム。1999年9月17日発売。発売元はポニーキャニオン。

## 解説
- 1994年のデビュー以来、初めてのベストアルバム。
- アルバムタイトルの『My Special Thanks』は、1996年発売のシングルと同じタイトル。
- 1曲目は、当ベスト発売時点の最新シングル「お帰りなさい」（1999年8月4日）。シングル曲が全部収録されていないかわり、オリジナルアルバムからも選曲されている。
- ボーナス・トラックが2曲収録されている（M-15・16）。
- アルバム・ジャケットにはふたりのアーティスト写真が使用されていないので、まるで非公認アルバムのような作りになっているが、歌詞カード内にル・クプルからの寄稿文が掲載されているため、公認作品だと思われる。
- 歌詞カード末ページには、Le Coupleのバイオグラフィーが掲載されている。

## 収録曲
1. お帰りなさい　（4:06）
  - 作詞: 藤田恵美、作曲: 藤田隆二、編曲: 渡辺等

テレビ東京系ドラマ『田舎で暮らそうよ』主題歌
2. ひだまりの詩　（4:07）
  - 作詞: 水野幸代 Yukiyo Mizuno 、作曲・編曲: 日向敏文

フジテレビ系ドラマ『ひとつ屋根の下2』サウンドトラックより
第48回NHK紅白歌合戦 歌唱曲。1997年のオリコン年間ヒットチャート第3位を獲得。
NHKが2005年に実施した、「スキウタ〜紅白みんなでアンケート〜」では、88位にランクインした。
3. Sofa　（3:39）
  - 作詞: 藤田恵美、作曲: Ulf Turesson、編曲: Tore Johansson

日本テレビ・読売テレビ製作『心療内科医・涼子』 オープニング・テーマ
4. あなたへ　（5:10）
  - 作詞: 水野幸代 Yukiyo Mizuno 、作曲・編曲: 日向敏文
5. もう一度　（5:20）
  - 作詞: 井上睦都実、作曲: 中村雅人、編曲: 門倉聡

フジテレビ系『おはよう!ナイスデイ』エンディング・テーマ
6. 逢えてよかった　（4:25）
  - 作詞: 水野幸代 Yukiyo Mizuno、作曲・編曲: 日向敏文

TBS系ドラマ愛の劇場『再婚トランプ』主題歌
1998年 赤い羽根共同募金 イメージソング
7. ふたつの夢　（4:25）
  - 作詞: 藤田恵美、作曲: 藤田隆二、編曲: 渡辺等

花王「ニュービース」コマーシャルソング
関西テレビ系『発掘!あるある大事典』エンディング・テーマ
8. 海の底でうたう唄　（3:59）
  - 作詞: 尾崎きよみ、作曲: 関口直人、編曲: 佐橋佳幸

デビュー曲。モコ・ビーバー・オリーブのカヴァー。
9. シーサー　（4:35）
  - 作詞: 藤田恵美、作曲: 藤田隆二、編曲: 渡辺等

沖縄の楽器・三線を用いた、子守歌のようなナンバー。
10. 片想いのオレンジ　（5:12）
  - 作詞: 藤田恵美、作曲: 藤田隆二、編曲: 小西貴雄

アサヒ飲料 「バヤリースオレンジ」 コマーシャルソング
11. 縁は異なもの　（4:28）
  - 作詞: 藤田恵美、作曲: 藤田隆二、編曲: 中西俊博

NHK『課外授業 ようこそ先輩』テーマソング
12. 料理記念日　（3:22）
  - 作詞: 藤田恵美、作曲: 藤田隆二、編曲: 佐橋佳幸

NHK「みんなのうた」より
13. 運命の糸 （Another Mix）　（3:55）
  - 作詞: 藤田恵美、作曲: 藤田隆二、編曲: 佐橋佳幸
14. My special thanks　（4:17）
  - 作詞: 藤田恵美、作曲: 藤田隆二、編曲: 門倉聡

カルビー　"大地のポテト" コマーシャルソング
15. 海のララバイ （Live Version）　（4:01）
  - 作詞: 藤田恵美、作曲: 藤田隆二、編曲: 佐橋佳幸
16. The Water is wide　（1:50）
  - Traditional

## 演奏
- 藤田恵美
  - Vocal
  - Background Vocal (#10)
- 藤田隆二
  - Acoustic Guitar (#1.6.7.10.11.16)
  - Guitar (Right, slack-key, solo), Banjo (#9)
  - Mandolin (#15)
- 渡辺等
  - Bass (#1,2.5.8.9.14)
  - Guitar (#1)
  - Electric Mandorin (#1)
  - Cello (#7.8)
  - Mandolin (#14)
- 宇戸俊秀
  - Keyboards (#1)
  - Percussion, Recorder (#15)
- 野口明彦：Drums (#1)
- 日向敏文
  - Keyboards & Programming (#2.4.6)
  - Tac Piano (#12)
- トーレ・ヨハンソン：12 Strings Electric Guitar, Bass (#3)
- ウルフ・トレッソン：Acoustic Guitar, Vibraphone, Background Vocal (#3)
- Sven Andersson：Flute (#3)
- Rasmus Kihlberg：Drums (#3)
- Ivan Bakran：Keyboards (#3)
- 赤間慎：Drums (#5.14.15)
- 鈴木茂：Guitar (#5)
- 浜口茂外也：Percussion (#5)
- 毛利泰士：Manipulator (#5)
- 門倉聡：Keyboards (#5.14)
- 有田純弘
  - Acoustic Guitar (#6.11)
  - Banjo (#12)
- 加藤JOEStrings (#6)
- 清水一登：Keyboards, Vibraphone, Clarinet (#7)
- 佐橋佳幸
  - Acoustic Guitar (#8)
  - 12 Strings Guitar (#13)
- 大石真理恵
  - Vibe (#8)
  - Percussion (#8.9.12)
  - Flute (#9)
- 梅崎俊春：Programming (#8)
- 山本拓夫：Flute (#8)
- 駒形弘行：Pedal Steel (#8)
- 松永俊弥：Drums (#9)
- 古川昌義
  - Guitar (Left) (#9)
  - 12 Strings Guitar (#10)
- 鶴来正基：Keyboards (#9)
- 古川望：12 Strings Guitar (#10)
- 小西貴雄：Keyboards (#10)
- ジェイク・コンセプション：Sax, Clarinet (#10)
- 篠崎正嗣ストリングス：Strings (#10)
- 北城浩夫：Manipulator (#10)
- ミルトン富田：Drums (#11)
- クリス・シルバースタイン：Wood Bass (#11)
- 天野清継：Acoustic Guitar (#11)
- 岡部浩美：Keyboards (#11)
- 中西俊博：Violin (#11)
- 橋本茂樹：Programming (#12)
- 篠崎正嗣：Fiddle (#12)
- Craig Doerge：Keyboards (#13)
- David Kemper：Drums (#13)
- レニー・カストロ：Percussion (#13)
- Bob Glaub：Bass (#13)
- 小倉博和：Acoustic Guitar (#14)
- 池田光夫：Bandneon (#14)
- 山崎洋：Bass (#15)
- 小松原俊：Acoustic Guitar (#15)
- 澤近泰輔：Keyboards (#15)
- Non：Background Vocal (#15)

## 関連作品
- ひだまりの詩
- on the sofa
- Another Season -5番目の季節-
- 10年物語 〜All Singles of the decade and more〜